# Timothy Abbott Conrad
Timothy Abbott Conrad (Trenton, New Jersey 21 de junio de 1803 - Trenton, 9 de agosto de 1877) fue un geólogo y malacólogo estadounidense que estudió los moluscos del Terciario y Mesozoico de Alabama y otras regiones de Norteamérica. Interesado por la geología desde 1837, ejerció hasta 1841 como geólogo del estado de New York.
Figuró en la redacción de la Natural history Survey del Estado de Nueva York (1838-45).

## Obra de malacología
- American marine Conchology 1831
- Fossil Shells of the Tertiary Formations of te United States 1832
- A monography of the family Unionidae of the United State (en 12 partes, 1835-59)
- Paleontology of the State of New York 1838-40
- Paleontology of the Pacific railroad Survey in California 1854
- Paleontology of the Mexican Boundary Survey 1854